# Trichopsis vittata
Trichopsis vittata is een straalvinnige vissensoort uit de familie van de echte goerami's (Osphronemidae). De wetenschappelijke naam van de soort is voor het eerst geldig gepubliceerd in 1831 door Cuvier. De vis wordt in het Nederlands knorgoerami genoemd.